# Полицейская история (фильм, 1975)
«Полицейская история» (фр. Flic Story) — французский детективный триллер, выпущенный 1 октября 1975 года по мотивам одноимённой автобиографии, написанной французским полицейским детективом Роже Борнишем, бывшим офицером полиции, автором остросюжетных детективных произведений, основанных на реальных событиях. И фильм, и книга рассказывают о трехлетнем преследовании Борнишем французского гангстера и убийцы Эмиля Бюиссона, казнённого 28 февраля 1956 года. Режиссёр фильма — Жак Дере; в главных ролях — Ален Делон (Борниш) и Жан-Луи Трентиньян (Бюиссон). В фильме также снимались Клодин Оже и Андре Пусс.

## Сюжет
В основу романа и фильма положена реальная история охоты французской полиции на известного в 1930-е и 1940-е годы налётчика Эмиля Бюиссона, объявленного во Франции «Врагом общества № 1». Бюиссон прославился своими дерзкими ограблениями и побегами. Одним из тех, кто ловил Бюиссона, был инспектор Бригады по борьбе с бандитизмом Национальной сыскной полиции (Сюртэ насьональ) Роже Борниш.
Фильм повествует о том, как в 1947 году Эмиль Бюиссон (Жан-Луи Трентиньян) бежит из психиатрической лечебницы после смерти жены и ребёнка и возвращается в Париж. Бюиссон, который три года спустя станет врагом Франции номер один, начинает кровопролитное неистовство во французской столице. Первая сцена показывает детектива (flic — французский жаргонный эквивалент слова «полицейский») Борниша (Ален Делон), который получает дело и преследует Бюиссона в течение трёх лет, в то время как последний скрывается от ареста, убивая информаторов и всех, кто, по его мнению, может выдать его. Борниш, который, в отличие от своих коллег, гордится своим методическим подходом, охотится на Бюиссона, участвуя в многочисленных погонях на улицах, на крышах, в автомобильных погонях и перестрелках, подвергая опасности свою возлюбленную Катрин (Клодин Оже).
В итоге серийный убийца был, наконец, пойман после того, как совершил более 30 убийств и 100 ограблений. В финальных сценах Бюиссон говорит Борнишу, что хотел бы «приставить заточку» к горлу своего информатора, на что Борниш отвечает, что у него не будет такого шанса.

## Производство
Сценаристы Бенедикт Кермадек и Альфонс Будар работали с Дере над мемуарами Роже Борниша, чтобы создать сценарий. Фильм был спродюсирован Делоном, с участием кинематографа Жан-Жака Тарбеса и оригинальной партитуры Клода Боллинга. Фильм был снят и напечатан на 35-мм киноплёнке с использованием сферических кинематографических процессов, как это было принято с фильмами, произведенными в 1950-х до начала 1990-х годов. Производство началось 3 февраля 1975 года, через 18 лет после казни Бюиссона. Фильм снимался во Франции и Италии.

## Отзывы
Фильм получил в основном положительные отзывы критиков. Джеймс Трэверс из Film de France похвалил фильм за «качественное ощущение и мрачное настроение», а главных актёров за «человечность и глубину». Трэверс также отметил некоторое сходство с фильмами Жан-Пьера Мельвиля, в частности, с «Самураем». Трэверс называет этот фильм одним из лучших фильмов Дере, хотя «конечный результат не совсем шедевр». Другие интернет-обзоры также отметили сходство с Мельвилем и похвалили фильм за «несентиментальный задор, темп и честность».
Сьюзан Хейворд, автор «Французского национального кино», также похвалила фильм, заявив, что он отошел от основного стиля. Она особенно высоко оценила различия между Flic Story и американскими фильмами того же жанра, так как Дере сосредоточился на интеллекте, а не на мускулах двух главных героев, а также на понимании, которое растет между ними в течение «месяцев допроса».
Гэри Гиддинс, напечатавший свой обзор в номере The New York Sun от 16 августа 2005 года, назвал фильм «самой интересной и резонансной» работой Дере и выделил игру Трентиньяна. В то же время Гиддинс подверг критике темп фильма.

## В ролях
- Ален Делон — Роже Борниш, инспектор Бригады по борьбе с бандитизмом Национальной сыскной полиции
- Жан-Луи Трентиньян — Эмиль Бюиссон, бандит
- Клодин Оже — Катрин, возлюбленная Роже Борниша
- Ренато Сальватори — Марио Пончини (Марио ле Риталь «Итальянец»), бандит, сообщник Бюиссона
- Морис Биро — хозяин гостиницы Saint-Apolline
- Андре Пусс — Жан—Батист Бюиссон («Обнажённый»), бандит, брат и сообщник Эмиля Бюиссона
- Марио Давид — Рэймон Пеллетье, хозяин бара, осведомитель Борниша
- Поль Кроше — Поль Рубье («Пауло ле Бомб»), бандит, завербованный Борнишем
- Дени Мануэль — Люсьен Даррос, инспектор, коллега Борниша
- Марко Перрен — Вьёшен, комиссар Бригады по борьбе с бандитизмом Национальной сыскной полиции
- Анри Гибе — Робер Идуан, инспектор, коллега Борниша
- Морис Барье — Рене Боллек, бандит, сообщник Бюиссона
- Франсуаза Дорнер — Сюзанн Боллек, сестра Рене, пособница бандитов
- Виллиам Сабатье — Анж, хозяин кабаре «Les Calanques»
- Адольфо Ластретти — Жанно («Человек из Ниццы»), бандит, сообщник Бюиссона
- Фредерика Мейнинже — Мадо, жена Рэймона Пеллетье, хозяйка бара
- Джампьеро Альбертини — Марсель
- Катрин Лашен — Дженни, польская проститутка
- Лионель Витран — жандарм
- Кристин Буассон — Жослин
- Розана ди Лоренцо — Мари
- Жак Марен — хозяин ресторана и гостиницы «Матушка гусыня» в Сен-Реми-ле-Шеврез
- Анник Берже — хозяйка ресторана и гостиницы «Матушка гусыня» в Сен-Реми-ле-Шеврез
- Альфонс Будар — владелец типографии, где печатают поддельные хлебные карточки и талоны на бензин, эпизод (нет в титрах)
- Мишель Шаррель — инспектор, эпизод (нет в титрах)
- Реми Жюльен — первый полицейский на мотоцикле, эпизод (нет в титрах)
- Мари Марчак — эпизод (нет в титрах)